# Bluford
Bluford es una villa ubicada en el condado de Jefferson en el estado estadounidense de Illinois. En el Censo de 2010 tenía una población de 688 habitantes y una densidad poblacional de 181,94 personas por km².

## Geografía
Bluford se encuentra ubicada en las coordenadas 38°19′34″N 88°44′8″O / 38.32611, -88.73556. Según la Oficina del Censo de los Estados Unidos, Bluford tiene una superficie total de 3.78 km², de la cual 3.76 km² corresponden a tierra firme y (0.55%) 0.02 km² es agua.

## Demografía
Según el censo de 2010, había 688 personas residiendo en Bluford. La densidad de población era de 181,94 hab./km². De los 688 habitantes, Bluford estaba compuesto por el 98.55% blancos, el 0.29% eran afroamericanos, el 0.58% eran amerindios, el 0% eran asiáticos, el 0% eran isleños del Pacífico, el 0% eran de otras razas y el 0.58% pertenecían a dos o más razas. Del total de la población el 0.73% eran hispanos o latinos de cualquier raza.